# Taunton Deane
Taunton Deane war ein Distrikt (englisch district) mit dem Titel eines Borough in der Grafschaft Somerset in England. Verwaltungssitz war die Stadt Taunton, in der mehr als die Hälfte der Bevölkerung lebt. Der nächstkleinere bedeutende Ort war Wellington.
Der Bezirk wurde am 1. April 1974 gebildet und entstand aus der Fusion des Municipal Borough Taunton, des Urban District Wellington sowie der Rural Districts Taunton und Wellington. Aufgrund einer im Mai 2018 erlassenen Verordnung wurde Taunton Deane am 1. April 2019 mit dem nordwestlich angrenzenden West Somerset zum neuen District Somerset West and Taunton zusammengeschlossen.